# Der Wolf (Tschechow)

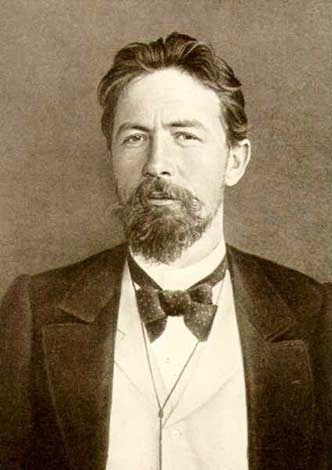
Anton Tschechow

Der Wolf (russisch Волк, Wolk) ist eine Humoreske des russischen Schriftstellers Anton Tschechow, die am 17. März 1886 in der Peterburgskaja gaseta abgedruckt wurde. Der Autor macht sich über etliche Beiträge in russischen Zeitungen jener Zeit lustig, in denen von Angriffen tollwütiger Hunde beziehungsweise Wölfe auf Menschen berichtet wird.

## Inhalt
Der vierschrötige, stämmige Gutsbesitzer Nilow, ein breitschultriger Hüne, rastet auf dem langen abendlichen Heimweg von der Jagd in der Mühle beim alten Maxim. Der Müller Maxim bittet seine Gnaden um eine Flinte, weil ein tollwütiger Wolf in der Gegend um die Mühle streune. Nilow geht auf die Bitte des Müllers nicht ein. Hauptsache er, der Gutsherr, ist geschützt. Mit dem Kolben seiner Flinte würde er gegebenenfalls den Wolf erschlagen.
Nilow braucht frische Luft und begibt sich ins Freie. Es ist inzwischen Nacht geworden, als er dem Wolf auf dem Mühlenwehr begegnet. Der Gutsbesitzer hat weder seine Flinte noch einen Stock dabei. Also muss er den Gegner erwürgen. Gedacht, getan. Zwar tötet Nilow den Wolf mit bloßen Händen, doch das Tier bringt dem Widerpart während des Zweikampfes eine erheblich blutende Bisswunde an der rechten Schulter bei.
Maxim gibt sich als Heilkundiger zu erkennen. Nilow bekommt von dem Müller eine flüssige Arznei, die nach Wermut schmeckt. Anderntags begibt sich der Gutsbesitzer ins Krankenhaus, weil der rechte Arm furchtbar schmerzt. Der Arzt Grigori Iwanytsch Owtschinnikow verordnet Belladonnapillen und Bettruhe.
Vier Tage darauf will Nilow von dem Arzt Gift. Als es ihm verweigert wird, will er sich mit seinem Revolver erschießen, denn er hält es nicht mehr aus – weil er die Tollwut hat, so meint er. Sein ganzes Vermögen will Nilow dem Arzt geben, wenn er ihn heilt. Owtschinnikow winkt ab. Der Wolf hat den Gutsbesitzer durch die Kleidung gebissen. Und nur dreißig Prozent der Gebissenen erkranken. Zudem habe das Blut den Speichel des Wolfs aus der Schulter herausgespült. Man könne annehmen, der Wolf war gar nicht tollwütig, beruhigt der Arzt.
„Ein Kinderspiel war das!“ lacht Nilow, als er noch einmal erzählt, wie er auf dem Wehr mit dem Wolf gekämpft hat.

### Verwendete Ausgabe
- Der Wolf, S. 80–89 in Gerhard Dick (Hrsg.) und Wolf Düwel (Hrsg.): Anton Tschechow: Das schwedische Zündholz. Kurzgeschichten und frühe Erzählungen. Deutsch von Wolf Düwel. 668 Seiten. Rütten & Loening, Berlin 1965 (1. Aufl.)